# SuperAargau
SuperAargau ist ein Filmarchiv- und Filmvermittlungsprojekt, welches das Staatsarchiv Aargau in Zusammenarbeit mit dem Stapferhaus 2003 aus Anlass des Jubiläumsjahrs «200 Jahre Kanton Aargau» realisiert hat.
Im November 2002 lancierte das Stapferhaus Lenzburg in Zusammenarbeit mit dem Aargauer Staatsarchiv über die Medien einen breiten Aufruf an die Aargauer Bevölkerung, sie möge ihre privaten Filmschätze melden. Auf diese Weise kamen Privatfilme zusammen, die vielfältige Einblicke in das Alltagsleben im Aargau im 20. Jahrhundert geben.
Die ältesten Filme stammen von 1928, vom Aarauer Arzt Eduard Jenny. Es zeigt Bilder aus seinem Alltag als Leiter des von ihm gegründeten Kinderspitals, aber auch Bilder aus dem gesellschaftlichen städtischen Leben. Ebenfalls ein historisches Dokument sind die Filme von alt Nationalrat Karl Steiner und Adolf Huber, die das Oberkulmer Landleben der 1930er Jahre mit der Kamera festgehalten haben. Aber auch jüngere Filme erwiesen sich als äusserst spannende Zeitzeugnisse: Sie reichen vom Schlittschuhlaufen auf dem gefrorenen Hallwilersee bei der Seegfrörni 1963 über die Eröffnung des Autobahn-Brückenrestaurants in Würenlos 1974 bis zum Porträt des letzten Wohler Strohhutmachers von 1991.
Im Rahmen des Projekts wurden 200 Filme respektive Filmsequenzen von verschiedenen Schmalfilmformaten auf DVCAM und Beta SP überspielt. Die getroffene Auswahl berücksichtigt eine möglichst grosse Zeitspanne,  regionale Abdeckung und thematische Vielfalt. Das Filmmaterial wurde in die öffentliche Sammlung des Staatsarchivs aufgenommen und in der Archivdatenbank verzeichnet. Es kann für wissenschaftliche Arbeiten sowie Kulturvermittlungsprojekte genutzt werden. Das Staatsarchiv baut die Sammlung schrittweise aus, indem es weiterhin Meldungen über Schmalfilmbestände registriert und ausgewählte Filme in die Sammlung aufnimmt.
Eine kleine Auswahl des archivierten Materials wurde unter der künstlerischen Leitung des Stapferhauses und der Regie von Michael Schaerer und Marcel Derek Ramsay zu einem 90-minütigen Film montiert und im Jubiläumsjahr erfolgreich auf Tournee geschickt. SuperAargau gastierte zwischen April und Oktober 2003 über 80 mal im Aargau und darüber hinaus in Zürich, Bern und Berlin. Die Zusammenstellung ist auch als DVD erschienen.